# Rajino Polje
Rajino Polje falu Horvátországban Verőce-Drávamente megyében. Közigazgatásilag Csacsincéhez tartozik.

## Fekvése
Verőcétől légvonalban 44, közúton 57 km-re délkeletre, községközpontjától légvonalban 5, közúton 7 km-re északra Szlavónia középső részén, a Drávamenti-síkságon, a Voljovica és Krajna-patakok közén fekszik.

## Története
A település a 16.-17. században keletkezett Boszniából érkezett pravoszláv vlachok betelepítésével, akik a környező földeket művelték meg. A térség többi településével együtt 1684-ben szabadult fel a török uralom alól. A lakosság részben helyben maradt. 1698-ban „Rainovopollye” néven 4 családdal szerepel Szlavónia felszabadított településeinek összeírásában. A felszabadítás után előbb kamarai birtok volt, majd 1722-ben III. Károly király a környező falvakkal együtt gróf Cordua d' Alagon Gáspár császári tábornoknak adományozta. 1730-ban Pejácsevich Antal, Miklós és Márk vásárolták meg tőle, majd 1742-ben a raholcai uradalommal együtt a Mihalovics családnak adták el. Ezután a 19. század végéig a Mihalovicsoké volt.
Az első katonai felmérés térképén „Dorf Raino Pollie” néven találjuk. Lipszky János 1808-ban Budán kiadott repertóriumában „Rainopolye” néven szerepel. Nagy Lajos 1829-ben kiadott művében „Rainopolye” néven 14 házzal, 85 lakossal találjuk.
1857-ben 60, 1910-ben 80 lakosa volt. 1910-ben a népszámlálás adatai szerint lakosságának 85%-a szerb, 14%-a horvát anyanyelvű volt. Verőce vármegye Nekcsei járásának része volt. Az első világháború után 1918-ban az új szerb-horvát-szlovén állam, majd később (1929-ben) Jugoszlávia része lett. 1991-ben lakosságának 53%-a szerb, 23%-a horvát, 6%-a jugoszláv nemzetiségű volt. 2011-ben 30 lakosa volt.

## Lakossága
| Lakosság változása | Lakosság változása | Lakosság változása | Lakosság változása | Lakosság változása | Lakosság változása | Lakosság változása | Lakosság változása | Lakosság változása | Lakosság változása | Lakosság változása | Lakosság változása | Lakosság változása | Lakosság változása | Lakosság változása | Lakosság változása |
| ------------------ | ------------------ | ------------------ | ------------------ | ------------------ | ------------------ | ------------------ | ------------------ | ------------------ | ------------------ | ------------------ | ------------------ | ------------------ | ------------------ | ------------------ | ------------------ |
| 1857               | 1869               | 1880               | 1890               | 1900               | 1910               | 1921               | 1931               | 1948               | 1953               | 1961               | 1971               | 1981               | 1991               | 2001               | 2011               |
| 60                 | 73                 | 77                 | 73                 | 59                 | 80                 | 103                | 197                | 155                | 172                | 156                | 94                 | 83                 | 66                 | 46                 | 30                 |